# Верхнеиванаево
Верхнеиванаево (баш. Үрге Иванай) — деревня в Балтачевском районе Республики Башкортостан Российской Федерации. Входит в состав Кунтугушевского сельсовета.

## География

### Географическое положение
Расстояние до:
- районного центра (Старобалтачёво): 11 км,
- центра сельсовета (Нижнеиванаево): 1 км,
- ближайшей ж/д станции (Куеда): 78 км.

## Население
| 2002 | 2009 | 2010 |
| ---- | ---- | ---- |
| 295  | ↗332 | ↘296 |

Согласно переписи 2002 года, преобладающая национальность — марийцы (83 %).